# San Pedro Atoyac
San Pedro Atoyac är en kommun i Mexiko.   Den ligger i delstaten Oaxaca, i den sydöstra delen av landet, 300 km söder om huvudstaden Mexico City.
Följande samhällen finns i San Pedro Atoyac:
- Barrio Grande
- La Palma
- La Guadalupe